# هوارد (نيويورك)
هوارد (بالإنجليزية: Howard, New York)‏ هي بلدة أمريكية تقع في الولايات المتحدة في مقاطعة ستوبين، نيويورك. يقدر عدد سكانها بـ 956,430 نسمة ومساحتها 157.3 كم2 وترتفع عن سطح البحر 484 متر.